# Eyprepocnemis chloropus
Eyprepocnemis chloropus är en insektsart som beskrevs av Willy Adolf Theodor Ramme 1952. Eyprepocnemis chloropus ingår i släktet Eyprepocnemis och familjen gräshoppor. Inga underarter finns listade i Catalogue of Life.